# کشورهای آفریقایی پرتغالی‌زبان

PALOP، با رنگ قرمز برجسته شده‌است

کشورهای آفریقایی پرتغالی زبان (پرتغالی: Países Africanos de Língua Oficial Portuguesa ; PALOP)، که به عنوان آفریقای پرتغالی‌زبان نیز شناخته می‌شود، شش کشور آفریقایی را که در آنها زبان پرتغالی زبان رسمی است در بر می‌گیرد: آنگولا، کیپ ورد، گینه بیسائو، موزامبیک، سائوتومه و پرنسیپ و از سال ۲۰۱۱، گینه استوایی. این شش کشور مستعمرات سابق امپراتوری پرتغال هستند. از سال ۱۷۷۸ تا زمان استقلال، گینه استوایی مستعمره امپراتوری اسپانیا بود.
در سال ۱۹۹۲، پنج کشور آفریقایی لوزوفون یک سازمان بین‌دولتی به نام PALOP تشکیل دادند، مخففی محاوره‌ای که به «کشورهای آفریقایی زبان رسمی پرتغالی» ترجمه می‌شود (پرتغالی: Países Africanos de Língua Oficial Portuguesa .). کشورهای PALOP قراردادهای رسمی با پرتغال، اتحادیه اروپا و سازمان ملل متحد، امضا کرده‌اند و با هم برای ترویج توسعه فرهنگ، آموزش و حفظ زبان پرتغالی همکاری می‌کنند.
در سال ۱۹۹۶، کشورهای آفریقایی پرتغالی زبان، همراه با پرتغال و برزیل، جامعه کشورهای پرتغالی زبان (پرتغالی: Comunidade dos Países de Língua Portuguesa، به اختصار CPLP) را تأسیس کردند، که بعداً تیمور شرقی در سال ۲۰۰۲ و گینه استوایی در سال ۲۰۱۴ به آن پیوستند.

## کشورهای PALOP

### مستعمرات سابق پرتغال
- آنگولا
- کیپ ورد
- گینه بیسائو
- موزامبیک
- سائوتومه و پرنسیپ

### مستعمره پرتغال (۱۴۷۴–۱۷۷۸)، مستعمره اسپانیا (۱۷۷۸–۱۹۶۸)
- گینه استوایی

گینه استوایی در اکتبر ۲۰۱۱ پرتغالی را به عنوان سومین زبان رسمی خود پذیرفت. گینه استوایی در ابتدا، قبل از اینکه در سال ۱۷۷۸ به عنوان بخشی از قرارهای صلح که، مستعمره ساکرامنتو در مخروط جنوبی قاره آمریکا را نیز در بر می‌گرفت، به اسپانیا فروخته شود یکی از مستعمره‌های پرتغال بود. با این وجود اشتراکات تاریخی و فرهنگی محدودی با سایر این کشورها دارد.
گینه استوایی به‌طور سنتی بخشی از PALOP در نظر گرفته نمی‌شد، و یکی از اعضای مؤسس FORPALOP، نهادی که اخیراً ایجاد شده و PALOP، محفلی برای همکاری سیاسی- دیپلماتیک برای تعمیق روابط دوستی تاریخی و همبستگی بین این کشورهای آفریقایی، را در بر می‌گیرد، در ژوئن ۲۰۱۴ نبود. پرتغالی به ندرت در سراسر این کشور استفاده می‌شود. با این حال، این کشور در سال ۲۰۱۴ در CPLP پذیرفته شد و متعاقباً ششمین عضو FORPALOP شد.

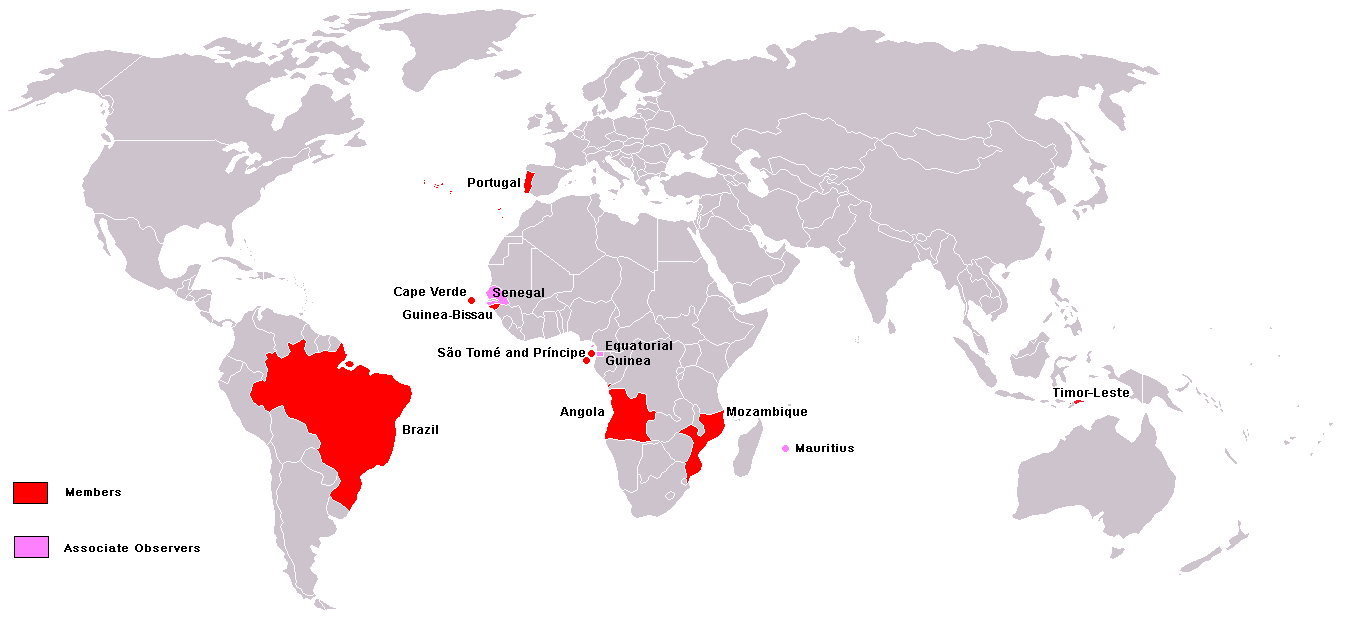
اعضای جامعه کشورهای پرتغالی زبان (CPLP)